# Noè Bordignon
Noè Bordignon né à Salvarosa, Italie, le 3 septembre 1841 et mort le 7 décembre 1920 est un peintre italien, actif principalement à Venise.

## Biographie
Bordignon naît dans une famille modeste à Salvarosa près de Castelfranco Veneto, en Vénétie, faisant alors partie de l'Empire autrichien. Il commence ses études en 1859 à l'Académie des Beaux-Arts de Venise, où il est l'élève de peintres renommés tels que Michelangelo Grigoletti, Karl von Blaas et Pompeo Marino Molmenti. En 1865, il obtient une bourse pour étudier à Rome. Il noue plus tard une forte amitié avec Tranquillo Cremona. Il privilégie la peinture de scènes de genre, dans un style également pratiqué par Giacomo Favretto, Luigi Nono et Alessandro Milesi. En 1869, il retourne à Venise et ouvre un atelier près de l'église San Vio.
Il expose Le ragazze che cantano. En 1878 à Paris, il expose Costume romano ; Le Fusible de la nonna ; Le pettegole : Un cortile à Venise . En 1887, il expose à Venise Fiori e dolci parole ; Par l'Amérique ; Motti et Risate ; Scarpette neuve ; et Pater noster. Durant sa carrière il peint également des fresques et des retables, notamment à San Lazzaro degli Armeni.

## Galerie

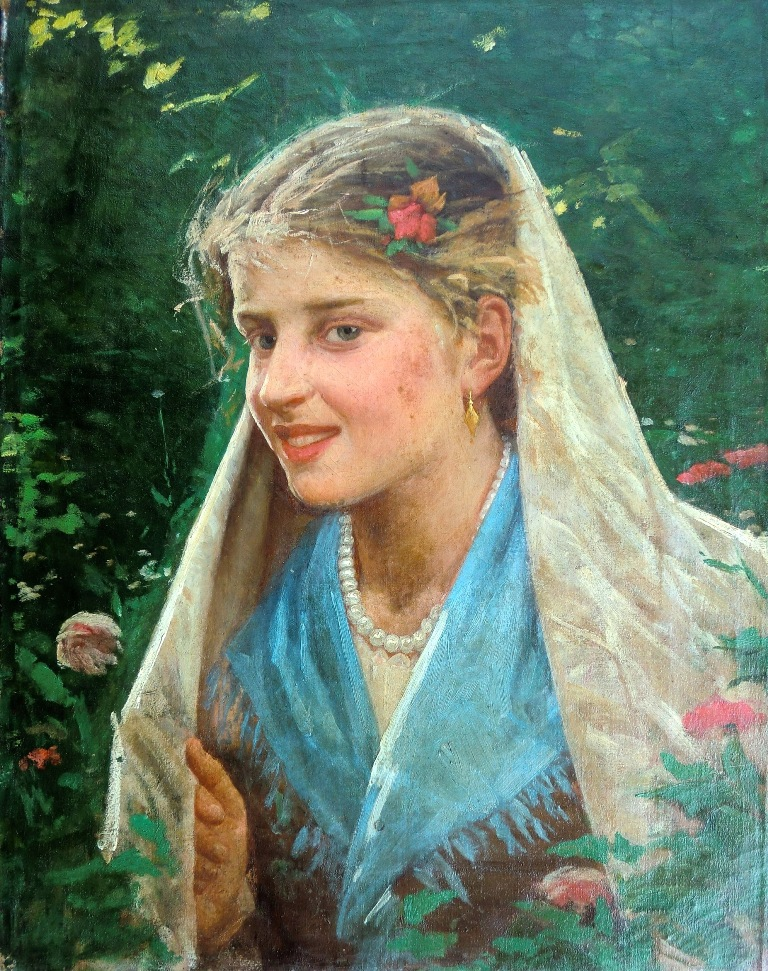
Jeune femme au voile blanc, 1878.
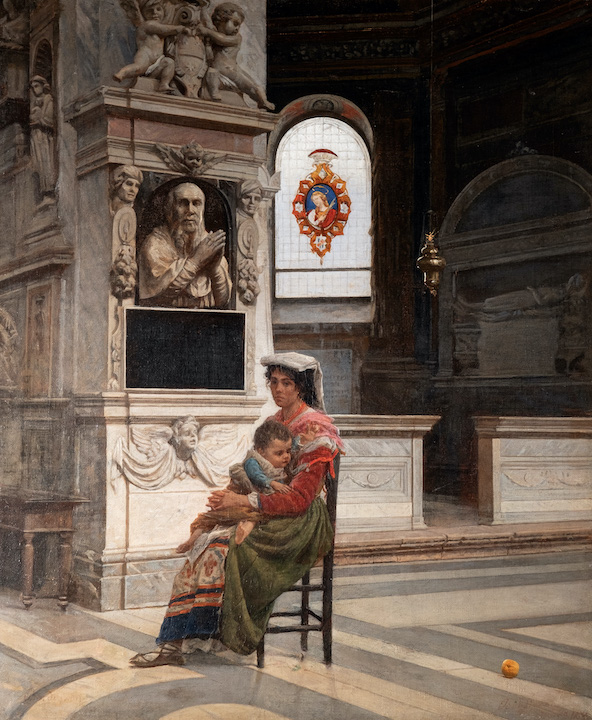
Maman avec son enfant dans la basilique Santa Maria del Popolo, 1875.
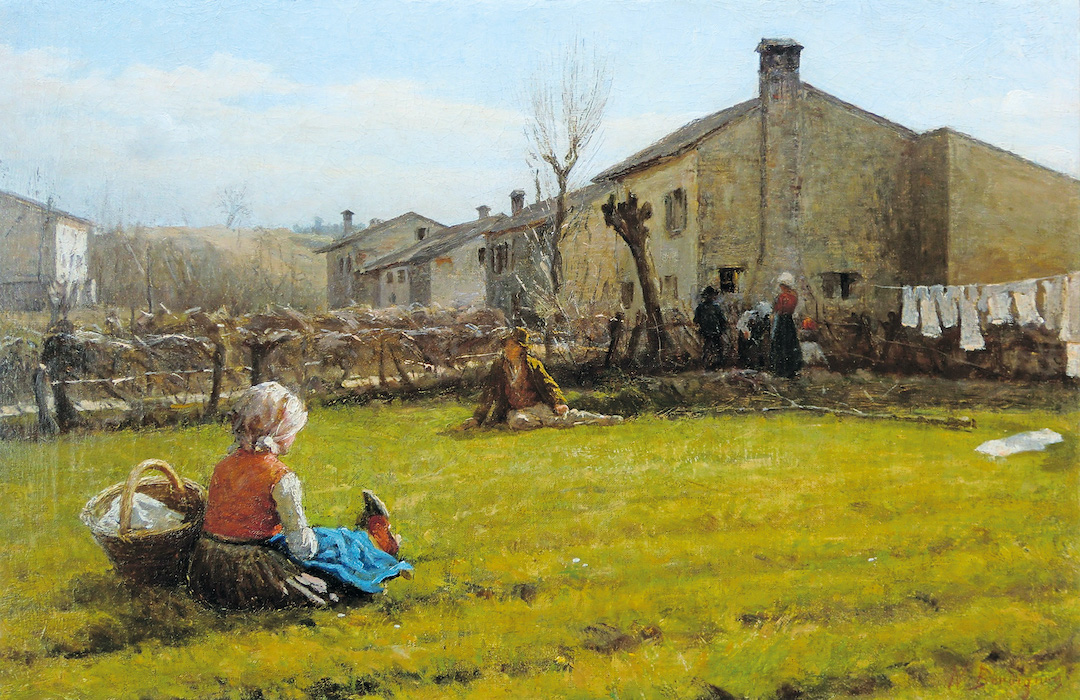
Vie quotidienne à San Zenone, c.1890.
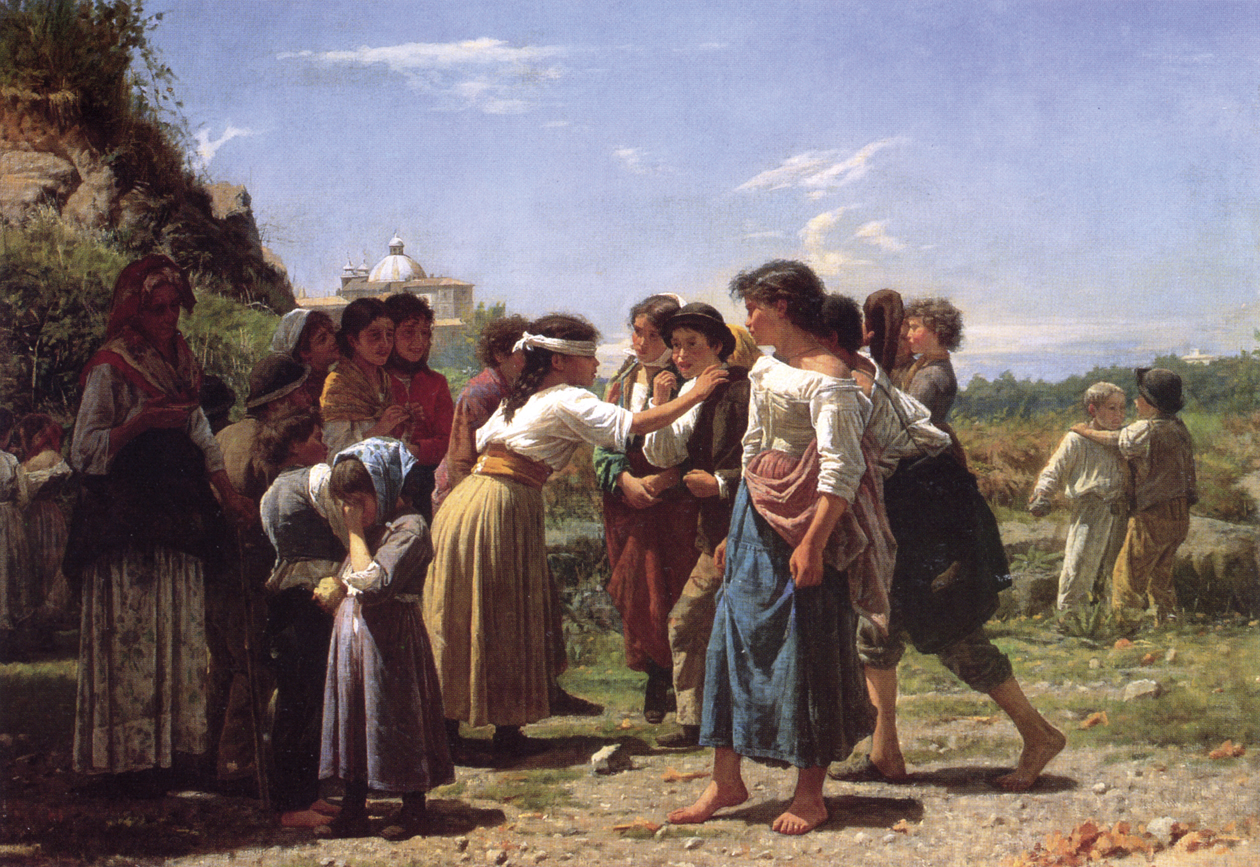
Colin-maillard, 1874.